# Олссон, Тай
Та́йлер «Тай» О́лссон (англ. Tyler „Ty“ Olsson; род. 28 января 1974 года в Галифаксе, Канада) — канадский актёр.

## Биография, карьера
Родился в 1974 году в Галифаксе. В молодости переехал в Оттаву, где обучался актёрскому мастерству в университете Кентербери по специальности драмы. В дальнейшем продолжил обучение в профессиональной театральной школе «Studio 58».
Впервые снялся в кино в 1999 году, в фильме «Лэйк Плэсид: Озеро страха». В дальнейшем Тай Олссон стал известен главным образом как актёр второго плана в популярных кинофильмах, таких как «Люди Икс 2», «Ловец снов», «Хроники Риддика», «Восстание планеты обезьян», «Сумерки. Сага: Рассвет — Часть 1» и т. д.. Олссон получил также известность благодаря роли в телефильме «Рейс 93», где он сыграл в образе Марка Бингема, пассажира печально известного Рейса 93 «United Airlines» 11 сентября 2001 года.
Снимался в восьмом сезоне телесериала «Сверхъестественное» в роли вампира Бенни.

## Личная жизнь
Был женат на актрисе Лианне Нэш; в 2012 году брак распался. В браке родились двое детей (рр. в 2002). 7 сентября 2019 года Олссон женился на Кэтрин Ломейер, медсестре отделения интенсивной терапии новорожденных в Лас-Вегасе, штат Невада. Олссон и Ломейер подали совместное заявление о разводе 8 сентября 2021 года. 

## Избранная фильмография
| Год       |    | Русское название                             | Оригинальное название                     | Роль                              |
| --------- | -- | -------------------------------------------- | ----------------------------------------- | --------------------------------- |
| 1998      | с  | Секретные материалы                          | The X Files                               | молодой санитар                   |
| 1998      | с  | Часовой                                      | The Sentinel                              | Бо Крокетт                        |
| 1999      | с  | Дорогая, я уменьшил детей                    | Honey, I Shrunk the Kids: The TV Show     | байкер                            |
| 1999      | ф  | Лэйк Плэсид: Озеро страха                    | Lake Placid                               | полицейский                       |
| 1999      | с  | Тайна нераскрытых преступлений               | Cold Squad                                | Эрик Питер Уинслоу                |
| 2000      | ф  | Как убить соседскую собаку?                  | How to Kill Your Neighbor's Dog           | детектив                          |
| 2001      | ф  | День святого Валентина                       | Valentine                                 | хулиган                           |
| 2002      | ф  | Бесшабашное ограбление                       | Stark Raving Mad                          | Нейт                              |
| 2003      | ф  | Ловец снов                                   | Dreamcatcher                              | водитель армейского грузовика     |
| 2003      | ф  | Уиллард                                      | Willard                                   | офицер Сэлмон                     |
| 2003      | ф  | Люди Икс 2                                   | X2                                        | Митчелл Лорио                     |
| 2004      | ф  | Широко шагая                                 | Walking Tall                              | помощник шерифа                   |
| 2004      | ф  | Хроники Риддика                              | The Chronicles of Riddick                 | наёмник                           |
| 2005—2009 | с  | Звёздный крейсер «Галактика»                 | Battlestar Galactica                      | капитан Аарон Келли               |
| 2005      | ф  | Электра                                      | Elektra                                   | фельдшер скорой помощи            |
| 2005      | ф  | Хаос                                         | Chaos                                     | Дэймон Ричардс                    |
| 2005      | ф  | Просто друзья                                | Just Friends                              | Тим                               |
| 2006      | тф | Рейс 93                                      | Flight 93                                 | Марк Бингем                       |
| 2006      | ф  | Огненная стена                               | Firewall                                  | полицейский в аэропорту           |
| 2006      | ф  | Дурдом на колёсах                            | RV                                        | офицер на Перевале Дьявола        |
| 2006      | ф  | Добро пожаловать, или Соседям вход воспрещён | Deck the Halls                            | дальнобойщик                      |
| 2007      | ф  | Чужие против Хищника: Реквием                | Aliens vs. Predator: Requiem              | Нейтан                            |
| 2007      | ф  | Супружество                                  | Married Life                              | полицейский                       |
| 2007      | ф  | Теория хаоса                                 | Chaos Theory                              | разъярённый перевозчик            |
| 2008      | ф  | День, когда Земля остановилась               | The Day the Earth Stood Still             | полковник Армии США               |
| 2009      | ф  | 2012                                         | 2012                                      | офицер Air Force One              |
| 2011      | ф  | Восстание планеты обезьян                    | Rise of the Planet of the Apes            | шеф полиции Джон Хэммил           |
| 2011      | ф  | Сумерки. Сага: Рассвет — Часть 1             | The Twilight Saga: Breaking Dawn - Part 1 | Фил                               |
| 2012      | с  | Ад на колёсах                                | Hell on Wheels                            | офицер кавалерии Григгс           |
| 2012      | с  | Однажды в сказке                             | Once Upon a Time                          | злой рыцарь Хордор                |
| 2012      | с  | Рухнувшие небеса                             | Falling Skies                             | сержант Клеммонс                  |
| 2012      | с  | Стрела                                       | Arrow                                     | бизнесмен Мартин Сомерс           |
| 2012—2019 | с  | Сверхъестественное                           | Supernatural                              | Бенни Лафитт                      |
| 2013      | с  | Красавица и Чудовище                         | Beauty and the Beast                      | детектив Гарнетт                  |
| 2014      | ф  | Годзилла                                     | Godzilla                                  | Джейнуэй                          |
| 2015      | ф  | На линии огня                                | Life on the Line                          | Дэнни Гиннер                      |
| 2017      | ф  | Хижина                                       | The Shack                                 | дедушка Мака Филлипса в 1950-х    |
| 2017      | ф  | Спецназ: В осаде                             | S.W.A.T.: Under Siege                     | офицер SWAT Ти-Джей Уорд          |
| 2018—2019 | с  | Человек в высоком замке                      | The Man in the High Castle                | штурмбаннфюрер СС Тодд Метцгер    |
| 2020—2021 | с  | Вайнона Эрп                                  | Wynonna Earp                              | шериф Холт Клейборн               |
| 2022      | с  | Страна пожаров                               | Fire Country                              | тюремный надзиратель Кори Уолтерс |
| 2023      | ф  | День благодарения                            | Thanksgiving                              | Митч Коллинз                      |
| 2024      | с  | Хадсон и Рекс                                | Hudson & Rex                              | Дэррил Гилберт                    |